# 장희빈 (영화)
"장희빈"(영어: Lady Jang)은 1961년 공개된 대한민국의 영화이다.

## 배역
- 김진규 : 숙종 역
- 김지미 : 옥란(장희빈) 역
- 주증녀 : 인경왕후 역
- 조미령 : 인현왕후 역
- 김승호 : 박태보 역
- 황해 : 이세화 역
- 장동휘 : 장희재 역
- 최남현 : 조사석 역
- 이예춘 : 동평군 역
- 박노식 : 이익수 역
- 김희갑
- 유계선
- 정애란
- 윤인자
- 황정순 : 최상궁 역
- 전계현
- 김세나
- 박상익
- 김칠성
- 남미리
- 김신재 : 명성왕후 역
- 유계선 : 장렬왕후 역
- 박남규
- 강미애
- 김근자
- 김동원 : 영의정 역
- 이룡 : 좌의정 역
- 최성호: 우의정 역
- 최명수: 도승지 역
- 장훈 : 승지 역
- 복혜숙 : 대전상궁 역
- 석금성